# ماتريس أغريست
ماتريس مندليفيتش أغريست (20 يوليو 1915 - 20 سبتمبر 2005) (بالروسية: Матест Менделевич Агрест) هو عالم رياضيات يهودي وُلد في روسيا، يعتبر من المؤيدين لنظرية رواد الفضاء القديمة.

## مسيرته
ولد أغريست بتاريخ 20 يوليو 1915 في غوبرنيه موغليف بالإمبراطورية الروسية (جمهورية روسيا البيضاء الحالية). تخرج من جامعة ولاية لينينغراد (جامعة سانت بطرسبرغ الحكومية حاليا) في عام 1938 وحصل على درجة الدكتوراه في العلوم والفيزياء والرياضيات في عام 1946. أصبح رئيس مختبر الجامعة في عام 1970. تقاعد في عام 1992 وهاجر مع زوجته ريفا إلى تشارلستون (كارولاينا الجنوبية)، في الولايات المتحدة.
كتب أغريست أكثر من 100 مقالة علمية وخمس دراسات عن موضوعات الرياضيات والفيزياء وعلم الفلك. كُرست بعض مقالاته لمسألة تواصل كائنات ذكية من خارج الأرض مع الأرض. وقد قيل أن أغريست هو أول عالم يطرح نظرية أن الأرض قد تمت زيارتها في أوقات ما قبل التاريخ من قِبل كائنات ذكية من الفضاء الخارجي.[بحاجة لمصدر]
وفي عام 1959، أكد عددًا من الادعاءات غير التقليدية، مثل استخدام المصاطب الحجرية الميغاليتية في بعلبك كموقع لإطلاق سفن فضائية، وأن تدمير سدوم وعمورة كان نتيجة انفجار نووي نفّدته كائنات خارج كوكب الأرض.
يعتبر أغريست مصدر إلهام رئيسي لكل من إريك فون دانكن وزكريا سيتشين.
كان أغريست عضوا في جمعية رواد الفضاء القديمة، وساهم بعدد من المقالات في الدوريات المجتمعية.

## روابط خارجية
- Some of M. M. Agrest publications on his Paleocontact Hypothesis.
- M. M. Agrest web page.
- Monographs by M. M. Agrest